# Giovanni Lorenzo Lulier
Giovanni Lorenzo Lulier, surnommé Giovannino del Violone (Rome, vers 1662, Rome 29 mars 1700) est un compositeur, violoncelliste et tromboniste italien.

## Biographie
Né dans une famille probablement d'origine espagnole, Lulier a été un élève de Pietro Simone Agostini, un virtuose du violone et un compositeur au service du cardinal Pietro Ottoboni.
Entre 1676-1699 il a joué régulièrement dans l'église Saint-Louis-des-Français et le 13 octobre 1679, il a rejoint la Congregazione di Santa Cecilia. En mars 1681, il a été emmené au service du cardinal Benedetto Pamphilj et à partir de 1688, il jouait comme tromboniste chez les Musici del Campidoglio. Quand Pamphili a quitté Rome en 1690, Lulier est venu sous la protection du cardinal Ottoboni, sous laquelle il resta le restant de sa vie. Dans les années 1690, il a également été employé par la famille Borghese chez laquelle il a probablement joué du violoncelle dans l'orchestre dont le poste de premier violon était tenu par Arcangelo Corelli. Giovanni Lorenzo Lulier est mort subitement à Rome le 29 mars 1700.
Selon plusieurs encyclopédies, Giovanni Lorenzo Lulier aurait eu pour élève Giovanni Battista Costanzi, né en 1704.

## Œuvres
Opéras
- L'Agrippina (G.D. De Totis; carnaval 1691; livret manuscrit aux Arch. di Stato di Perugia - Sez. di Spoleto, Archivio Campello, F.Ms.107/2; cfr. Chirico, Il fondo Campello, p. 168);
- La santa Genuinda ovvero L'innocenza difesa dall'inganno (dramme sacré, attribué à P. Ottoboni, palazzo della Cancelleria, 1694; seul l'acte I; l'acte II de A. Scarlatti; l'acte III de C.F. Pollaroli; partition à Londres, British Library, Add. Mss., 16123-16125);
- Il Clearco in Negroponte (A. Arcoleo; théâtre Tordinona, 1695; seul l'acte III; acte I de B. Gaffi; acte II  de C.F. Cesarini);
- L'amore eroico fra pastori (fable pastorale; Ottoboni; palazzo della Cancelleria, 1696; libretto manoscritto in Arch. di Stato di Perugia -Sez. di Spoleto, Archivio Campello, F.Ms. N.S., cart. A, f. 2/1: cfr. Chirico, Il fondo Campello, p. 165; seul l'acte II; acte I de Cesarini; acte III de Bononcini);
- Fausta restituita al impero (d'après l'Odoacre de N. Bonis; théâtre Tordinona, 1697);
- Temistocle in bando (A. Morselli; Teatro Capranica, 1698; seul l'acte I; acte II peut-être de M.A. Ziani; acte III de Bononcini).

Oratorios
- S. Vittoria à quatre voix (B. Pamphili; Seminario romano, mars 1685);
- S. Maria Maddalena de' Pazzi à quatre voix, avec une introduction à trois voix (Pamphili; Rome, 6 juin 1687; partition à Modène, Biblioteca Estense universitaria, Mus., F.671; reprise à Modène [1688], Ferrare [1689]; Florence [1705]);
- La Purità trionfante à quatre voix (G.A. Lorenzani; oratorio de S. Girolamo della Carità, 1688 en collab. avec L. Amadori, G. Ercole, Gaffi e Pasquini);
- S. Beatrice d'Este à cinq voix (Pamphili o G.C. Grazzini; palazzo Pamphili, 31 mars 1689; reprises à Modène [1689, 1697, 1699, 1701]; partition à Paris, Bibliothèque nationale, Conservatoire, D.7217, provenant de la Raccolta Estense di Modena; Chiarelli, n. 895);
- Bethsabeae melodramma (G.F. Rubini; oratorio del Ss. Crocifisso, 21 mars 1692);
- La Bersabea (M. Brugueres; palazzo Savelli, palazzo della Cancelleria, Seminario Romano, mars 1692, et Florence, oratorio di S. Filippo Neri, 1693; Morelli, 1986, p. 127, 142 s.);
- La fondazione dell'Ordine dei servi di Maria (Ciro Lando [pseud. di Carlo Doni]; Todi 1699, e S. Giovanni dei Fiorentini, 28 févr. 1700; Morelli, 1997, p. 142); *Per la nascita del Redentore (Ottoboni; oratorio di S. Maria in Vallicella, 26 déc. 1700; partition à la Biblioteca apost. Vaticana, Ott. lat., 3392; Morelli, 1991, pp. 58, 81, 187);
- Oratorio della Ss. Annunziata (Ottoboni; palazzo della Cancelleria, mars 1700; Staffieri, p. 143).

Aucune œuvre instrumentale pour violoncelle de Lulier n'a survécu, mais nous sont parvenues un certain nombre d'œuvres vocales avec des parties concertantes pour violoncelle. Ces compositions comprennent des cantates et plusieurs oratorios.